# Psychose
Psychose ist ein Grundbegriff in der Psychiatrie, der früher für alle Arten von psychischen Erkrankungen stand. Heute bezeichnet der Begriff einen unscharf definierten Symptomenkomplex, gekennzeichnet durch:
- Halluzinationen,
- Wahn,
- Realitätsverlust oder Ich-Störungen.

Auch affektive Symptome sind bei einigen Erkrankungen mit Psychosen vergesellschaftet. Diese unterschiedlichen Symptomtypen können einzeln oder in Kombination auftreten.
Psychosen können bei einer Vielzahl von Erkrankungen auftreten. Eine Zuordnung zu einer Erkrankung lässt sich nur durch sorgfältige Diagnostik ermöglichen.
Menschen mit Psychosen haben ein erhöhtes Risiko, weitere Krankheiten zu entwickeln oder durch ihr Verhalten Schaden zu nehmen. Auch ihre Suizidrate ist erhöht. Diese allgemeinen Risiken sind nicht in jedem Einzelfall relevant.
Die Therapie erfolgt abhängig von der zugrunde liegenden Erkrankung und der jeweiligen Symptomatik. Sofern es nicht zu einer Spontanheilung kommt, erfolgt die Behandlung noch häufig mit Neuroleptika. Daneben gibt es bei Vorliegen einer entsprechenden Indikation psychotherapeutische und soziotherapeutische Behandlungsoptionen.

## Etymologie
Der Begriff Psychose wurde erstmals 1841 von Carl Friedrich Canstatt und dann erneut 1845 von Ernst von Feuchtersleben eingeführt. 1846 schrieb Carl Friedrich Flemming, eine körperliche Entstehung (Somatogenese) einbeziehend, dazu: „Die Seelenkrankheit oder Psychose wurzelt in der Seele, insofern diese durch das sinnliche Organ vermittelt wird. […] Die nächste Ursache der Seelenkrankheit ist Krankheit des körperlichen Organs“.
Das Wort „Psychose“ war bereits um 1875 neben den Begriffen Seelenstörung, psychische Krankheit, Geisteskrankheit und Irresein allgemein in der Psychiatrie etabliert. Es war nach Art französischer Fachwörter mit französischer Endung ins Deutsche gekommen, und zwar von altgriechisch psychē (ψυχή), „Seele“, „Geist“, und -osis (-οσις), „Zustand“. Der an einer Psychose erkrankte Mensch wurde als Psychotiker bezeichnet.

## Klassifikation psychotischer Erkrankungen
Zur Klassifikation psychiatrischer Erkrankungen insgesamt dominierte historisch das Triadische System, dessen Entwicklung auf den Psychiater Emil Kraepelin zurückgeht. Das Triadische System teilt die Psychosen in organische (körperlich begründbare) und endogene („nicht körperlich begründbare“) Psychosen ein. Eine weitere Unterteilung der endogenen Psychosen erfolgte 1899 in der 6. Auflage von Kraepelins psychiatrischen Lehrbuchs, worin er die Dementia praecox (durch Eugen Bleuler später Schizophrenie genannt) dem manisch-depressiven Irresein (Bipolare Störung) gegenüberstellte. Das Triadische System dominierte die Psychiatrie bis in die 1980er-Jahre hinein, als mit der Veröffentlichung von DSM-III bzw. ICD-10 ein Paradigmenwechsel erfolgte: Eine ätiologisch (ursächliche) Einteilung der Erkrankungen wurde aufgegeben, der Fokus verschob sich auf eine beschreibende Einteilung mit Einbeziehung des Verlaufs einer Erkrankung (Zeitkriterium).
Eine Definition des Begriffs Psychose gibt jedoch keines der aktuell verwendeten Diagnosemanuale an. Psychose wird auch heute noch als unscharfer Begriff für alle psychischen Erkrankungen und Zustände verwendet, die mit Wahnvorstellungen, Halluzinationen, Ich-Störungen, Katatonie oder ggf. schweren Erregungszuständen einhergehen.
Aufgrund der operationalisierten Diagnostik und den Unterschieden zwischen ICD-10 und DSM-5 gibt es heute eine Vielzahl von Erkrankungen und damit Kodierungen, die eine Psychose als mögliches Symptom aufweisen. Die moderne Psychiatrie unterscheidet die Psychosen dabei primär nach deskriptiven und zeitlichen Verlaufskriterien und nicht mehr nach Ätiologie. Statt nicht-organische (oder „endogene“) und organische (oder „exogene“) Psychose werden insbesondere im englischsprachigen Raum auch die Begriffe primäre Psychose für die Entwicklung einer Psychose aus einer psychiatrischen Erkrankung heraus und sekundäre Psychose für die Entwicklung aus einer somatischen Erkrankung heraus verwendet. Dies geschieht vor allem in der Annahme, dass psychiatrische Erkrankungen in jedem Fall mit neurobiologischen Abweichungen korrelieren, somit alle psychiatrischen Erkrankungen letztlich „organischen“ Ursprungs sind.

## Ursachen
Die heutige Forschung geht von einer multifaktoriellen Entstehung der meisten psychiatrischen Erkrankungen, und damit auch Psychosen, aus. Die aktuell (Stand 2018) gebräuchlichste Arbeitshypothese ist das Vulnerabilitäts-Stress-Modell: Demnach interagiert eine ggf. vorhandene Veranlagung (Disposition; genetisch oder vorgeburtlich entstanden) mit darauffolgendem Stress, der als Auslöser angenommen wird. Stressoren können sein:
- prä- und perinatale Faktoren wie mütterlicher Stress in der Schwangerschaft[14][15] oder der Geburtsort,
- Einflüsse auf das Immunsystem (kindliche Infektionen),
- Sozialisation und die psychische Entwicklung des Kindes,
- anatomische und funktionelle Abweichungen in der Struktur des Gehirns,[16][17]
- mechanische Einwirkung auf das Gehirn (z. B. durch Schädel-Hirn-Traumen oder Tumoren),
- hormonelle Einflüsse,
- psychotrope Substanzen (darunter Alkohol, Cannabis und Medikamente),[18][19][20]
- sowie diverse somatische Erkrankungen (autoimmun/rheumatisch, endokrin).

Bei schizophrenen Psychosen wurde historisch das Modell der Dopaminhypothese entwickelt, welches eine Dysregulation dopaminerger Neurone beschreibt. So kommt es innerhalb unterschiedlicher Regionen des Gehirns zu Unter-/Überfunktion der Transmission. Bildgebende Nachweise (verstärkte Dopaminausschüttung im Striatum bei schizophrenen Patienten mit akuter Psychose) sowie die Wirkung von Dopamin-Rezeptor-Agonisten bzw. -Antagonisten auf den Krankheitsverlauf stützen diese These. Die Dopamindysregulation wird jedoch nicht mehr als eigentliche Ursache von Psychosen angesehen, sondern lediglich als gemeinsame Endstrecke aller pathologischen Veränderungen verstanden.
Die Dopaminhypothese wurde später zusätzlich durch die Glutamathypothese erweitert, die eine Unterfunktion des glutamatergen Systems annimmt.

## Arten von Psychosen
Da Psychosen lediglich einen Symptomkomplex darstellen und daher nicht als eigenständige Erkrankung kodifiziert werden können, muss bei einer Psychose eine zugrundeliegende Erkrankung diagnostiziert werden. Diese Erkrankungen lassen sich grob einteilen in organische (somatische) und nichtorganische (psychiatrische) Erkrankungen.

### Organische Psychosen
Organische Psychosen treten bei nachweisbaren organischen Erkrankungen auf. Hierfür kommen eine Vielzahl an Erkrankungen in Betracht:
- degenerative Hirnerkrankungen (Demenzen vom Alzheimer- oder Lewy-Body-Typ, vaskuläre Demenz),
- Hirnverletzungen (Schädel-Hirn-Trauma),
- fokale Prozesse (Epilepsie [v. a. Temporallappenepilepsie], Schlaganfall),
- maligne Neubildungen (Tumoren sowohl primär im Gehirn als auch als Metastasen),
- Infektionen (Meningitis, Neurolues),
- Autoimmunerkrankungen (Anti-NMDA-Rezeptor-Enzephalitis, Hashimoto-Thyreoiditis, Lupus erythematodes, Multiple Sklerose, Vaskulitiden),
- endokrine Erkrankungen (Hypo- und Hyperthyreose, Hypo- und Hyperparathyreoidismus),
- angeborene oder erworbene Stoffwechselstörungen (Leukodystrophie, Lysosomale Speicherkrankheiten, Mucopolysaccharidosen, Porphyrie),
- andere metabolische Störungen (Hypo- und Hypernatriämie, Hypoglykämie),
- Vergiftungen mit Medikamenten oder Drogen, Drogenentzug,
- Parasiten (Neurozystizerkose),
- Sonderformen wie die Postpartale Psychose.

### Nichtorganische Psychosen
Erkrankungen mit nichtorganischen (ähnliche Bezeichnungen auch endogene oder funktionelle) Psychosen umfassen:
- Schizophrenie bzw. Erkrankungen des schizophrenen Formenkreises,
- Anhaltende wahnhafte Störung,
- Akute oder vorübergehende psychotische Störungen,
- Induzierte wahnhafte Störung,
- Schizoaffektive Störung,
- affektive Psychosen (hierunter fallen manche Formen von bipolarer Störung oder schwerer Depression).[25]

## Organische Psychosen
Bei organischen Psychosen sind im Gegensatz zu anderen Psychosen organische Ursachen sicher auszumachen. Diese Psychosen bilden sich aus
- auf der Grundlage einer Erkrankung des zentralen Nervensystems (z. B. bei degenerativen Prozessen wie Demenzen, bösartigen Neubildungen oder durch anderweitige körperliche Erkrankungen wie Durchblutungs- und Stoffwechselstörungen)
- infolge von außen einwirkender Schädigungen (z. B. Schädel-Hirn-Trauma)
- durch manche Medikamente, Drogen oder andere die Hirnfunktion beeinträchtigende Substanzen
- im Zusammenhang mit chirurgischen Eingriffen als zeitlich begrenztes Durchgangssyndrom

Symptome
Wahnvorstellungen, Halluzinationen (häufig optisch von einzelnen Lichtblitzen bis hin zur Trugwahrnehmung von Gegenständen und filmartigen Szenen).
Behandlung
Soweit möglich erfolgt die Therapie organischer Psychosen durch die Behandlung der Grunderkrankung, etwa durch das Weglassen von psychoseauslösenden Medikamenten oder Drogen, ansonsten insbesondere durch Neuroleptika.

## Substanzinduzierte Psychose
Eine substanzinduzierte Psychose (auch medikamenteninduzierte, toxische oder drogeninduzierte Psychose) ist eine psychotische Störung, die von einer oder mehreren psychotropen Substanzen ausgelöst wurde. Substanzinduzierte Psychosen können sowohl vorübergehend, als auch dauerhaft bleibend sein. Substanzen, die Psychosen auslösen können, sind einer Vielzahl an Kategorien zuzuordnen: So existieren unter anderem Genussmittel, Lösungsmittel, Medikamente, Pflanzengifte und Rauschmittel, deren Einnahme ein entsprechendes Risiko darstellen. Exemplarisch lassen sich nennen: Alkohol, Amphetamine, Benzodiazepine, Coffein, Kokain, LSD, MDMA, bestimmte Antibiotika und neue psychoaktive Substanzen. Hinweise auf eine mögliche psychoseauslösende Wirkung von THC-haltigem Cannabis begründen eine entsprechende öffentliche Gesundheitsinformation. Der Suchtforscher Falk Kiefer (Zentralinstitut für Seelische Gesundheit in Mannheim) verweist in diesem Zusammenhang darauf, dass erhöhter bzw. regelmäßiger Cannabiskonsum „zu einer Ausdünnung der Hirnrinde im präfrontalen Kortex, der wichtig etwa für Impulskontrolle, Planen und Konzentration ist“ führt. Dadurch bestehe die Gefahr, dass Jugendliche an einer Psychose erkranken.

## Nichtorganische Psychosen
Im ICD-10 werden nichtorganische Psychosen als psychotische Störungsbilder der Schizophrenie, schizotype und wahnhafte Störungen (F20-F29) zusammengefasst. Dazu gehören:
- F20. Schizophrenie
- F21. Schizotype Störung
- F22. Anhaltende wahnhafte Störungen
- F23. Akute vorübergehende psychotische Störungen
- F24. Induzierte wahnhafte Störung
- F25. Schizoaffektive Störungen
- F28. Sonstige nichtorganische psychotische Störungen
- F29. Nicht näher bezeichnete nichtorganische Psychose[48]

### Häufigkeit
Die Lebenszeitprävalenz nichtorganischer Psychosen variiert. Etwa ein Prozent der Bevölkerung weltweit erfüllt die Diagnosekriterien der Schizophrenie. Bei schizoaffektiven Störungen liegt die Lebenszeitprävalenz bei 0,3 % und bei anhaltenden wahnhaften Störungen bei 0,2 %.

### Verlauf
Der Verlauf einer psychotischen Episode beginnt häufig mit der Prodromalphase. Diese kann mehrere Jahre oder nur kurz andauern. Im Durchschnitt beträgt sie 5 Jahre. Häufig beginnt sie mit unspezifischen Prodromalsymptomen, wie z. B. Angst, depressiver Stimmung, sozialem Rückzug oder einer Verminderung des psychosozialen Funktionsniveaus. Später im Verlauf kommen zusätzlich psychosenahe Symptome auf (z. B. ein verändertes Erleben des Selbst und der Umwelt). Diese gelten als Hinweis für ein erhöhtes Risiko für die Entwicklung einer Psychose.

## Schizophrene Psychosen
Der Begriff Psychose ist nicht mit Schizophrenie gleichzusetzen. Denn als Überbegriff umfasst er auch die organischen und die affektiven Psychosen sowie einzelne psychotische Episoden, die nicht Teil einer lang andauernden Störung (Chronifizierung) sind. Schizophrene Erkrankungen stellen damit nur eine Untergruppe an Erkrankungen dar, bei denen Psychosen auftreten können.
Symptome
Hierzu gehören in erster Linie Wahnvorstellungen und verschiedene Arten von Halluzinationen (Sinnesstörungen).
Die heutigen Diagnosemanuale (DSM-5 oder ICD-10 der WHO) gehen von einer Unterscheidung zwischen positiven Symptomen und negativen Symptomen aus. Letztere äußern sich in Antriebs- und Kommunikationsarmut und teilweise kognitiven Defiziten. Negativsymptome schließen sich häufig an eine akute psychotische Phase an und sind schlechter behandelbar als positive Symptome.
Häufigkeit
Weltweit erkranken etwa ein Prozent der Bevölkerung im Laufe des Lebens (Lebenszeitprävalenz) an einer Psychose aus dem schizophrenen Formenkreis. Dabei scheint es zwischen verschiedenen Kulturen keine oder nur geringe Unterschiede in der Häufigkeit zu geben. Allerdings ist das Risiko verdoppelt, wenn Personen oder deren Eltern Einwanderer sind. Die Häufigkeit hat in den letzten Jahrzehnten nicht zugenommen. Wenn ein Elternteil betroffen ist, liegt das Risiko auch zu erkranken bei etwa 10 %, im Falle von Onkeln und Tanten bei etwa 2 %, und bei eineiigen Zwillingen bei etwa 50 %. Das Risiko der Ersterkrankung hat bei Männern einen Gipfel zwischen dem 18. und 23. Lebensjahr und bei Frauen zwischen dem 23. und 28. Lebensjahr. Bei der Häufigkeit dagegen ist das Geschlechterverhältnis ausgeglichen.
Verlauf
In etwa 10–20 % der Fälle bleibt es bei einer einmaligen psychotischen Episode. In etwa der Hälfte der Fälle kommt es zu wiederkehrenden Schüben und störungsfreien Phasen dazwischen. Bei etwa 20–30 % der Patienten bestehen wiederkehrende Schübe und zusätzlich anhaltende Schwächezustände.
Behandlung
Zur Behandlung mit Medikamenten steht eine Auswahl von verschiedenen Neuroleptika zur Verfügung. Außerhalb akuter Phasen können dauerhaft gegebene Neuroleptika – sofern sie regelmäßig eingenommen werden – erneute Phasen verhindern.
Die Ansprache eines Patienten auf verschiedene Typen von Neuroleptika ist sehr unterschiedlich und wird mit der möglichen Existenz verschiedener Typen von Schizophrenie in Verbindung gebracht.
Neben der medikamentösen Behandlung werden auch – je nach Einzelfall – soziotherapeutische Maßnahmen angewandt. Solche beziehen sich auf die Erhaltung des Arbeitsplatzes, einen beschützten Arbeitsplatz, betreutes Wohnen, ergotherapeutische Maßnahmen zur Wiederherstellung von im Rahmen der Erkrankung verlorengegangenen Arbeitsfähigkeiten, Aufbau von Tagesstruktur, Durchführung einer Belastungserprobung oder Psychotherapie. Bei nicht mehr akuten Krankheitsbildern besteht die Möglichkeit der Psychosenrehabilitation.

## Affektive Psychosen
Die Bezeichnung Affektive Psychose als Unterkategorie ist veraltet. Nach ICD-10 gibt es Affektive Störungen, von denen manche zusammen mit psychotischen Symptomen auftreten können. Hierzu gehören:
- F30.2 – Manie mit psychotischen Symptomen (z. B. Wahnvorstellungen wie Größenwahn, oder Halluzinationen wie Stimmen hören)
- F31.2 – Bipolare affektive Störung, gegenwärtig manische Episode mit psychotischen Symptomen
- F31.5 – Bipolare affektive Psychose, gegenwärtig schwere depressive Episode mit psychotischen Symptomen
- F31.6 – Bipolare affektive Psychose, gegenwärtig gemischte Episode
- F32.3 – Schwere depressive Episode mit psychotischen Symptomen

Behandlung
Akute Manien können medikamentös mit Neuroleptika behandelt werden. Für eine Phasenprophylaxe stehen Lithiumtherapie und manche Antiepileptika zur Verfügung. Gegen Depressionen können im Rahmen einer Pharmakotherapie Antidepressiva eingesetzt werden. Bei schwerer Depression wird eine Kombination von medikamentöser Therapie und Psychotherapie empfohlen. Gegebenenfalls sind bei Manien und schweren Depressionen die gleichen soziotherapeutischen Maßnahmen angebracht wie bei schizophrenen Psychosen. Bei anders nicht behandelbarer schwerer Depression kommt auch die Elektrokonvulsionstherapie in Betracht, die teilweise mit einem Rückgang der Neigung zum Suizid und verminderten Selbsttötungen in Zusammenhang gebracht wird.

## Therapie

### Allgemeines
Die Behandlung einer Psychose richtet sich nach der Grunderkrankung. Ein gängiges Modell bei primären Psychosen bildet die multimodale Behandlung mit Antipsychotika, Psychotherapie und Soziotherapie, je nach Erkrankung in unterschiedlichem Ausmaß und Gewichtung. Bei sekundären Psychosen steht die Behandlung der ursächlichen Erkrankung im Vordergrund.

### Medikamentöse Therapie
Im Jahr 1918 publizierte Julius Wagner-Jauregg erste erfolgreiche Psychosebehandlungen durch Aufimpfung von Malaria. Zur Standardtherapie einer akuten Psychose gehört seit den 1960er Jahren die Gabe von Antipsychotika. Diese lassen sich in die älteren, sog. typischen, und die modernen, atypischen Antipsychotika einteilen. Während bei typischen Antipsychotika extrapyramidale Bewegungsstörungen häufig schon bei therapeutischen Dosen auftreten, treten diese bei atypischen Antipsychotika in der Regel erst bei deutlich höheren Dosierungen auf, sodass für die Erstlinientherapie bevorzugt atypische Antipsychotika verwendet werden. Aufgrund der unterschiedlichen Wirkung von Antipsychotika (z. B. auf Negativsymptomatik, antidepressive Wirkung) ist eine sorgfältige Anpassung an das aktuelle Krankheitsbild nötig. Antipsychotika lindern grundsätzlich nur die Symptome und stellen keine Heilung dar. Eine frühzeitige Gabe kann jedoch aufgrund der Unterbrechung des Fortschreitens der psychischen Erkrankung (aufgrund neurotoxischer Wirkung veränderter neuronaler Netzwerke) eine Chronifizierung der Symptome vermeiden.
Die Wirkung von Antipsychotika bei der Behandlung von Psychosen wurde vielfach untersucht und besitzt hohe Evidenz. Sie sind einem Placebo deutlich überlegen. Allerdings sprechen Patienten unterschiedlich auf Antipsychotika an, sodass ggf. mehrere Therapieversuche mit unterschiedlichen Medikamenten erfolgen müssen.
Ein Versuch, ohne oder mit wenig Medikamenten auszukommen, ist die Soteria-Behandlung.

### Soziotherapie
Neben der medikamentösen Behandlung werden auch – je nach Einzelfall – soziotherapeutische Maßnahmen angewandt. Solche beziehen sich auf die Erhaltung des Arbeitsplatzes, einen beschützten Arbeitsplatz, betreutes Wohnen, ergotherapeutische Maßnahmen zur Wiederherstellung von im Rahmen der Erkrankung verlorengegangenen Arbeitsfähigkeiten, Aufbau von Tagesstruktur, Durchführung einer Belastungserprobung oder Psychotherapie. Bei nicht mehr akuten Krankheitsbildern besteht die Möglichkeit der Psychosenrehabilitation.

### Psychotherapie
Psychotherapeutische Verfahren werden sowohl zur Symptombehandlung als auch zur Verhinderung von Akutphasen (Phasenprophylaxe) sowie zur Bewältigung der Krankheitsfolgen eingesetzt. Die S3-Behandlungsleitlinien der Deutschen Gesellschaft für Psychiatrie und Psychotherapie, Psychosomatik und Nervenheilkunde (DGPPN) empfehlen neben kognitiver Verhaltenstherapie auch metakognitives Training für die Behandlung schizophrener Psychosen.

## Diagnostik
Neu aufgetretene Psychosen bedürfen einer sorgfältigen Erstuntersuchung, um einfach zu behandelnde Grunderkrankungen nicht zu übersehen sowie in der Vielzahl möglicher Diagnosen die richtige zu stellen. Die Standarddiagnostik umfasst daher in aller Regel:
- ausführliche Anamnese (inkl. Eigen-, Familienanamnese, biografische Anamnese, ggf. Fremd- und Suchtanamnese),
- medizinische und neurologische Untersuchung,
- Blutentnahme und laborchemische Analyse,
- kranielle Computertomographie (CT) oder Magnetresonanztomographie (MRT), ggf. erweitert um eine Angiographie (CTA, MRA),
- Liquorpunktion und laborchemische Untersuchung des gewonnenen Liquors,
- Elektroenzephalogramm (EEG),
- neuropsychologische Testung,
- Persönlichkeitstestung.

Bei entsprechendem Verdacht kann die Diagnostik durch weitere Verfahren wie Elektrokardiografie, Drogenscreening oder Röntgen erweitert werden. Auch Untersuchungen von spezifischen Biomarkern können bei Verdacht (z. B. seltene Stoffwechselerkrankungen) durchgeführt werden.

### Schwierigkeiten der Diagnostik
Fehldiagnosen von Psychosen sind möglich. Persönlichkeitsstörungen wie die Borderline-Persönlichkeitsstörung können psychotisch gedeutet werden, zumal Psychosen auch als Komorbidität bei der Borderline-Persönlichkeitsstörung auftreten können. Auch epileptische Aktivitäten im Temporallappen wie etwa ein nicht-konvulsiver Status epilepticus können eine Psychose auslösen. Vorerkrankungen und zusätzliche Symptome müssen bei der Diagnosestellung berücksichtigt werden, da eine primäre (nicht-organische) Psychose eine Ausschlussdiagnose ist. Eine antipsychotische Therapie kann durch Sedierung das klinische Bild (Symptome) verzerren oder Symptome maskieren.
Insofern sind Vorerkrankungen wie Diabetes mellitus, Epilepsie oder Stoffwechselerkrankungen wie eine Porphyrie besonders zu berücksichtigen. Insbesondere Stoffwechselerkrankungen stellen eine Herausforderung dar, da diese sehr variable Symptome verursachen können und bei manchen Erkrankungen Antipsychotika kontraindiziert sind.

## Folgen von Psychosen
Menschen mit Psychosen haben ein erhöhtes Risiko, weitere Krankheiten zu entwickeln oder durch ihr Verhalten Schaden zu nehmen. Ihre Suizidrate ist erhöht (Lebenszeitrisiko bis zu 34,5 %). Sie neigen oft zu Suchtverhalten (Lebenszeitrisiko von 74 %) und werden häufiger obdachlos (pro Jahr 5 %). Psychose-Betroffene werden auch häufiger Opfer von Verbrechen (38 % innerhalb von drei Jahren) und stehen selber häufiger als die Normalbevölkerung wegen Gewalttaten vor Gericht.

## Psychose und Kunst
Der Psychoanalytiker Stavros Mentzos befasste sich 2012 mit den „schöpferischen Aspekten“ der Symptomatik von Psychosen. Mit Verweis auf seine vorausgehende Publikation aus dem Jahr 2009, in der er die Funktion von Symptomen ausführlich vorgestellt hatte, maß er „psychotischer Symptomatik“ auch eine „Schutzfunktion“ bei und verglich die Symptombildung mit dem „kreativen“ Vorgang des Träumens. Einigen Künstlern der Moderne sei sie „Quelle der Inspiration“, als solche aber „überschätzt“.

### Bildende Kunst
Auf dem 10. Hamburger Colloquium von 2002 der Patriotischen Gesellschaft von 1765 gab Susanne Hilken ihrem Vortrag den Titel Psychose und Kunst – zwischen Stigma und Emanzipation. Hilken bezeichnete die Zahl von Veröffentlichungen über Psychose und Kunst bzw. angrenzende Themen als „kaum noch überschaubar“. Sich auf die bildende und darstellende Kunst beschränkend, empfahl sie, folgende Unterscheidung vorzunehmen: Menschen mit einer Psychose als Gegenstand (Sujet) der Kunst und Patienten, die während ihrer Psychose beginnen, sich künstlerisch zu betätigen, sowie Künstler, die vorübergehend oder chronisch an einer Psychose erkranken.
Die vorgeschlagene Unterscheidung hilft, sich zurechtzufinden, denn nicht immer wird entsprechend differenziert, weder zwischen diesen drei Gruppen noch im Hinblick auf ihre Krankheitsbilder. Zur erstgenannten Gruppe von Künstlern, die, selbst nicht erkrankt, einen Teil ihrer Kunst ausdrücklich dem Thema Psychose widmen, ist als zeitgenössischer Künstler beispielsweise Peeter Allik zu rechnen – ein Maler und Grafiker aus Estland, der einer seiner Ausstellungen im Kunstmuseum in Tartu den Titel Cultivated Schizophrenia gab. Hilken erinnerte an Théodore Géricault, der Bildnisse von Patienten des seinerzeit berühmten Hôpital de la Salpêtrière in Paris schuf, aber auch an Goya oder Frans Hals.
Für die zweite Gruppe wird oft weder zwischen einer Psychose und anderen psychischen Erkrankungen noch zwischen den teilweise erheblich voneinander abweichenden Verläufen einer Psychose differenziert. In dieser Gruppe finden sich so unterschiedliche Künstler wie Adolf Wölfli und August Natterer. Doch hat die Kunst dieser Patienten nicht selten mit Unterstützung ihrer Ärzte einige Aufmerksamkeit auf sich gezogen. Neue Begriffe – wie z. B. Art brut – etablierten sich und ganze Sammlungen entstanden, beispielsweise die Sammlung Prinzhorn. Leo Navratil, ein österreichischer Psychiater, prägte den Begriff der „zustandsgebundenen Kunst“, publizierte darüber und wurde wegen seines Engagements für die Kunst seiner stationär behandelten psychiatrischen Patienten geehrt. Zugleich zog er harsche Kritik auf sich – 1976 durch den österreichischen Schriftsteller Gerhard Roth und 1979 durch den Journalisten Ernst Klee.

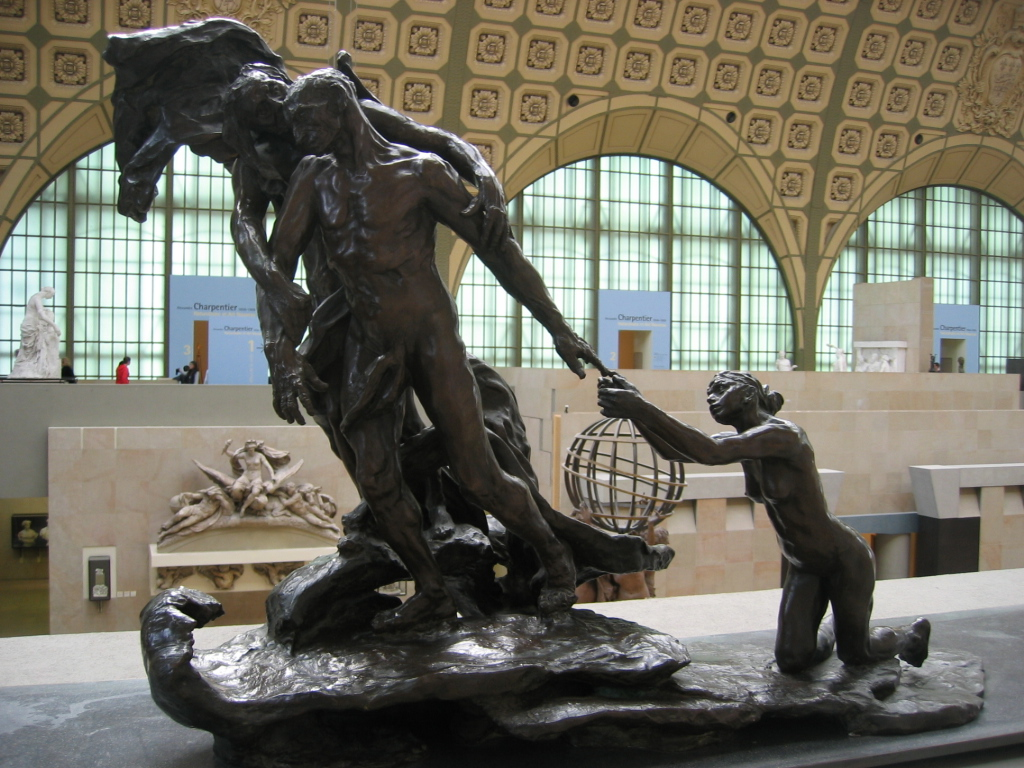
Camille Claudel: L’Âge mûr, Bronzeskulptur von 1902 im Musée d’Orsay. Erstversion um 1893 in Gips im Musée Rodin

Für die dritte Gruppe, also Künstler, die im Laufe ihres Lebens an einer Psychose erkrankten, finden sich zahlreiche Beispiele, wie Wolfgang Hallmann oder Louis Wain. Hilken unterschied konkret Künstler, die eine gesteigerte künstlerische Aktivität entwickeln oder, ganz im Gegenteil, deren kreatives Schaffen in der Psychose zum Erliegen kommt. Andere vollziehen markante Stilwechsel, und bei wieder anderen scheint ihr Werk von der Erkrankung nicht beeinflusst. Neben Messerschmidt und van Gogh widmete sie sich der französischen Bildhauerin Camille Claudel (1864–1943), für die sie verschiedene Schaffensperioden beschrieb; diese zerstörte schließlich ihr eigenes Werk, soweit ihr zugänglich, stellte ihre schöpferische Arbeit ein und verbrachte gegen ihren Willen die letzten 30 Jahre ihres Lebens in einer psychiatrischen Klinik. Claudels Lebenswerk wurde im Mai 2017 mit der Eröffnung eines eigenen Museums in Nogent-sur-Seine gewürdigt. Es beherbergt die „größte Camille Claudel-Sammlung der Welt“.
Claudels Vita, um die sich zahlreiche Legenden rankten, ist von B. Cooper, einem Professor am Department of Old Age Psychiatry des King’s College London, im Jahr 2008 auf der Basis moderner interaktionistischer Modelle neu bewertet worden. Dafür wertete Cooper inzwischen veröffentlichtes Material aus Klinik und Biografie aus. Er kam zu dem Schluss, bei Claudel würden sich zwei miteinander verschränkte Syndrome abbilden. Für ihn unzweifelhaft entwickelte Claudel im Alter von 41 Jahren eine paranoide Psychose mit fortgesetzten Wahnvorstellungen und Ängsten, vergiftet zu werden. Daneben sei eine Kombination von ernsthafter Selbstvernachlässigung, sozialer Isolation und Verweigerung des vorausgehenden Lebensstandards wirksam geworden, heute bekannt als Diogenes-Syndrom. Ihre Psychose würde Cooper als wahnhafte Störung klassifizieren, aber genau genommen müsse sie in dem unscharf umrissenen Bereich zwischen Paranoia (wahnhafte Verarbeitung von Wahrnehmungen), Paraphrenie (Spätschizophrenie mit gesonderter Symptomatik) und Schizophrenie angesiedelt werden. Für die Ursache ihrer Erkrankung machte Cooper eine abnorme Anlage-Umwelt-Interaktion verantwortlich. In Claudels Fall sei eine psychotische Prädisposition assoziiert mit einem ausgeprägt kreativ-schöpferischen Talent. Ihre Kunst dürfe, obwohl sie ihre emotionalen Konflikte symbolisiere, nicht als „morbid“ zurückgewiesen werden. Stattdessen hätten – unabhängig von einer möglicherweise gemeinsamen Ursache von Claudels innerem Drang zur Kreativität und ihrer mentalen Instabilität – zwei verschiedene „Linien“ ihres Lebensweges zusammengewirkt, so dass unter fortgesetzter sozialer Not die mentale Instabilität schließlich die Oberhand gewonnen habe.